# Mascha Oettli
Marie Louise Oettli, dite Mascha Oettli, née le 11 juin 1908 à Glarisegg dans la commune de Steckborn et morte le 27 avril 1997 à Niederbuchsiten, est une socialiste et syndicaliste suisse, engagée dans les luttes féministes.

## Biographie
Mascha Oettli est née et a grandi dans un milieu intellectuel cultivé et ouvert. Son père, Max Oettli, fait ses études à l'École polytechnique fédérale de Zurich, où il obtient son master universitaire en sciences naturelles en 1902, puis il passe son doctorat à l'Université de Zurich avec une thèse sur l'écologie de la flore des roches de l'Alpstein. Il est enseignant au Landerziehungsheim (de) de Glarisegg près de Steckborn (au bord du Lac de Constance — Lac inférieur), où Mascha naît en 1908 et passe son enfance. Sa mère, Natalie (Tata) Oettli-Kirpitschnikowa (1875-1966), fille d'un professeur russe connu, avait d'abord été institutrice en Russie avant de venir en Suisse pour étudier la médecine ; elle est médecin scolaire à Glarisegg. Ses parents se sont mariés en 1905 et ont eu 6 enfants ; ils se sépareront en 1930. En 1921, la famille s'installe près de Lausanne, à Vers-chez-les-Blanc, et Mascha fréquente le gymnase de Lausanne. Dès le lycée, elle s'intéresse à la politique et devient membre d'un mouvement de jeunes d'âge scolaire où elle fait connaissance des futurs sociaux-démocrates Eugen Steinemann und Ruedi Schümperli.
Après l'obtention de sa maturité, elle commence des études de médecine et de sciences naturelles. Elle entend alors parler de l'école « Walkemühle » à Melsungen (en Hesse, Allemagne) dirigée par la pédagogue et socialiste allemande Minna Specht d'après les conceptions pédagogiques du philosophe Leonard Nelson. Elle y suit les cours d'économie et acquiert les « outils socialistes », elle y reste trois ans.
Après plusieurs expériences pratiques agricoles en Thuringe, elle étudie l'agronomie à Berlin et passe son examen à Bonn sur le sujet : « L'endettement de l'agriculture suisse ».
Durant son séjour en Allemagne, elle est dénoncée pour des actes de résistance au nazisme. Elle retourne alors en Suisse, où elle doit d'abord se soigner un certain temps pour une tuberculose (séjour à Lenzerheide, Grisons). Sa lutte contre le nazisme auprès de ses camarades allemands de 1933 à 1934 est suivie à son retour en Suisse de son adhésion au Parti socialiste suisse. Elle est ensuite rédactrice des journaux du syndicat des services publics et de la fédération du commerce, des transports et de l'alimentation. Elle est secrétaire de l'Union des paysannes suisses de 1942 à 1947 et secrétaire centrale du parti socialiste et des Femmes socialistes suisses de 1952 à 1970. Elle s'occupe de politique agricole. Elle s'engage en faveur du droit de vote des femmes et de l'égalité salariale.
À la suite d'un voyage de plusieurs semaines en Inde, Mascha Oettli avait fait une collecte d'argent auprès des groupes de femmes du parti socialiste pour une école à Calcutta. Pendant plusieurs années, elle a aussi administré le centre de vacances et d'enseignement « Al Forno » dans le Tessin. La création de ce centre était due à deux anciens élèves de l'école Walkmühle (fondée en 1922) et où Mascha Oettli avait choisi d'être elle-même élève pour sa formation : le couple René et Hanna Bertholet, de Genève l'avait organisé pour y donner des cours de formation politique et pédagogique. Il acquit par la suite une base juridique solide qui permit la fondation le 29 mai 1944 du « centre de vacances Al Forno » dont Mascha Oettli fut dès le début la présidente et la responsable. Pendant et après la Seconde Guerre mondiale, le centre hébergea aussi des réfugiés politiques allemands.
En 1983, Macha Oettli déménagea de la ville de Zurich pour Bolligen. Elle mourut le 27 avril 1997 dans la maison de retraite Stapfenmatt à Niederbuchsiten.